# Boléro (Ravel)
A Boléro Maurice Ravel francia zeneszerző műve. Eredetileg balettnek és színpadra szánta, mára a zenekari irodalom egyik leggyakrabban előadott alkotásaként tartják számon.

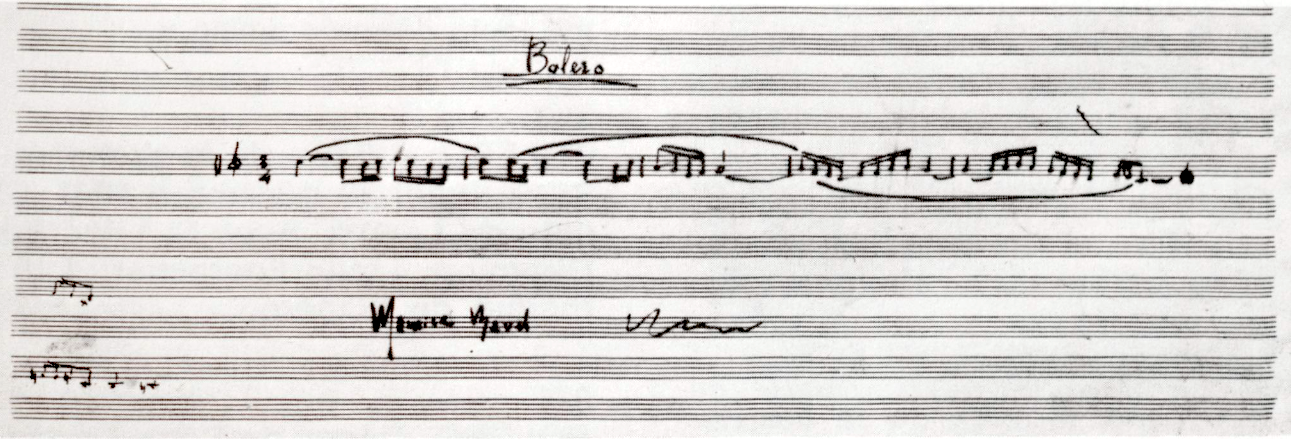
A Boléro témája Ravel kéziratában

## Története
A mű 1928 júliusa és októbere között készült, és Ida Rubinsteinnek szentelte. Párizsban mutatták be.

## Hangszerek
3 fuvola (2. is, 3. csak piccolo), 3 oboa (2. is oboa d’amore, 3. angolkürt), 4 klarinét (1. Bb, 2. Bb és Eb, 3. basszusklarinét), 2. szaxofon (1. „szopranino”) szaxofon F”-ben és szopránszaxofon Bb-ben, 2. tenorszaxofon, 3 fagott (3. kontrafagott), 4 kürt, 4 trombita (1-3. C-ben, 4. D-ben), 3 harsona (3. basszusharsona), tuba, üstdob, ütőhangszerek (2 pergődob, basszusdob, cintányér, tamtam), cseleszta, hárfa, vonósok.
A hangszereket (Ravel partitúrája szerint) a következőképpen használják:
- A dallam: 1. fuvola – 2. klarinét
- B dallam: 3. fagott – 4. Es-klarinét
- A dallam: 5. oboa d’amore – 6. fuvola, trombita
- B dallam: 7. tenorsaxophon – 8. Sopraninosaxophon, szopránszaxofon (átveszi az utolsó 5 ütemet)
- A dallam: 9. 2 piccolo, kürt, cseleszta – 10. oboa, oboa d’amore, angolkürt, 2 klarinét
- B dallam: 11. harsona – 12. 2 fuvola, piccolo, 2 oboa, angolkürt, 2 klarinét, tenorsaxophon
- A dallam: 13. 1. hegedű, 2 fuvola, piccolo, 2 oboa, 2 klarinét – 14. 1. + 2. hegedű, 2 fuvola, piccolo, 2 oboa, angolkürt, 2 klarinét, tenorsaxophon
- B dallam: 15. 1. + 2. hegedű, 2 fuvola, piccolo, 2 oboa, angolkürt, trombita – 16. 1. + 2. hegedű, brácsák, csellók, 2 fuvola, piccolo, 2 oboa, angolkürt, 2 klarinét, szopránszaxofon, harsona
- A dallam: 17. 1. hegedű, 2 fuvola, piccolo, tenorsaxophon, szopránszaxofon, 3 trombita, piccolotrombita
- B dallam: 18. 1. hegedű, 2 fuvola, piccolo, tenorsaxophon, szopránszaxofon, 3 trombita, piccolotrombita, harsona

## Híres hangfelvételek
- Albert Wolff (Maurice Ravel felügyelete alatt), Lamoureux-Orchester; 1930; hossz: 15:17 – Philips
- Pierre Monteux, Londoni Szimfonikus Zenekar; 1964; hossz: 15:23 – Philips
- Igor Markewitsch(wd), Spanisches Rundfunkorchester (Orquesta Sinfónica de Radio Televisión Española); 1967; hossz: 14:37 – Philips
- Ozava Szeidzsi, Bostoni Szimfonikus Zenekar; 1974; hossz: 15:03 – Deutsche Grammophon
- Charles Dutoit, Orchestre symphonique de Montréal; 1981; hossz: 15:02 – Decca
- Neville Marriner, Staatskapelle Dresden; 1982; hossz: 14:24 – Eterna/Philips
- Herbert von Karajan, Berlini Filharmonikus Zenekar; 1982; hossz: 16:05 – Deutsche Grammophon (Karajan-Edition/Serie Galerie)

## Fordítás
- Ez a szócikk részben vagy egészben  a   Boléro című német Wikipédia-szócikk fordításán alapul.  Az eredeti cikk szerkesztőit annak laptörténete sorolja fel. Ez a jelzés csupán a megfogalmazás eredetét és a szerzői jogokat jelzi, nem szolgál a cikkben szereplő információk forrásmegjelöléseként.